# Abel Peyrouton
Pour les articles homonymes, voir Peyrouton.
Abel Peyrouton, né le 1er novembre 1841 à Pau et mort le 16 janvier 1924 à Nice, est un avocat et journaliste français.

## Biographie

### Famille
Toussaint-Abel Peyrouton est le fils d'Adèle-Irma Vialatte et de Bernard Peyrouton (1801-1890), avocat et rédacteur d'un journal républicain palois, L'Observateur des Pyrénées.
Petit-fils de Raymond Peyrouton, notaire à Adervielle au début du XIXe siècle, Abel est le frère de Bernard Peyrouton, centralien et ingénieur civil, ainsi que le cousin du capitaine de frégate Gaston Peyrouton Laffon de Ladebat.
Marié en 1884 à Octavie Milne, Abel Peyrouton est le père de Marcel Peyrouton (1887-1983), futur ministre de l'Intérieur, et de John-Henry Peyrouton (1889-1927).

### Engagements républicains (1868-1871)

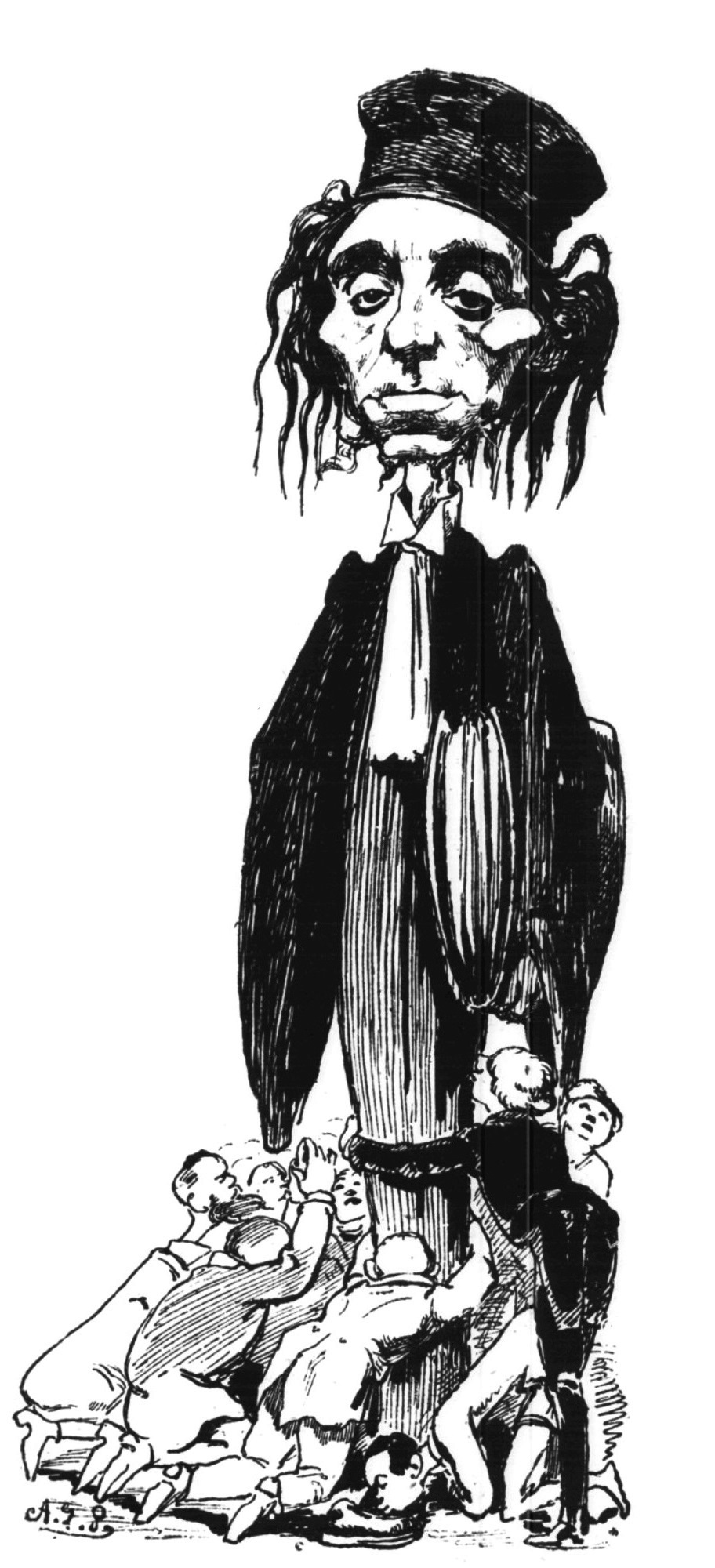
Caricature d'Abel Peyrouton par son client et ami Alfred Le Petit (La Charge, 23 juillet 1870).

Licencié en droit à l'issue d'études débutées à Tarbes puis poursuivies à Lyon et achevées à Paris, Abel devient avocat au barreau de la capitale. Opposant républicain au régime impérial, très actif à partir de 1868, il subit plusieurs condamnations après avoir pris la parole lors de réunions politiques.
Le 4 septembre 1870, Peyrouton est présent au Corps législatif quand Gambetta y prononce la déchéance de Napoléon III. Le jeune avocat fait alors partie des manifestants réclamant la proclamation immédiate de la République.
Pendant le siège de la capitale, Abel Peyrouton s'engage dans le 227e bataillon de la Garde nationale et adhère à l’Alliance républicaine, une société politique présidée par Brives et dominée par Ledru-Rollin. Il aurait participé au soulèvement du 31 octobre 1870 (Larousse fait peut-être erreur en prétendant le contraire en 1874). Malgré sa réprobation de certains actes commis par la Commune, Peyrouton accepte les fonctions non rémunérées de directeur du Conseil d’État et de la Cour des comptes le 22 avril 1871. Son frère Bernard sert déjà le régime insurrectionnel en tant que chef de l'éclairage de la ville de Paris et côtoie Georges Cavalier.
Après avoir procédé à une simple mission d'inventaire et de conservation, Abel Peyrouton est remplacé par Edmond Lepelletier et quitte Paris dès le 30 avril. Il retrouve sa mère à Lyon puis se rend dans le Sud, où il plaide la cause de la capitale insurgée auprès des cercles républicains locaux. Arrêté le 9 mai à Marseille puis transféré à Versailles, il comparaît le 15 septembre devant le 3e conseil de guerre, qui sanctionne sa participation à la Commune en le condamnant à cinq ans de détention. Également accusé d'avoir pillé le Conseil d’État, il est traduit une seconde fois devant la même juridiction, qui le prive de ses droits civiques pour dix ans (28 février 1873).

### Journalisme (1877-1894)
Après sa libération de la prison de Clairvaux en 1876, Peyrouton retourne chez ses parents à Lyon, où il se lance dans le journalisme dès l'année suivante, en fondant La Vie lyonnaise, journal littéraire pour lequel il rédige des articles signés « Maupelat », et, surtout, en collaborant au Progrès sous le pseudonyme de Julien Thauly.

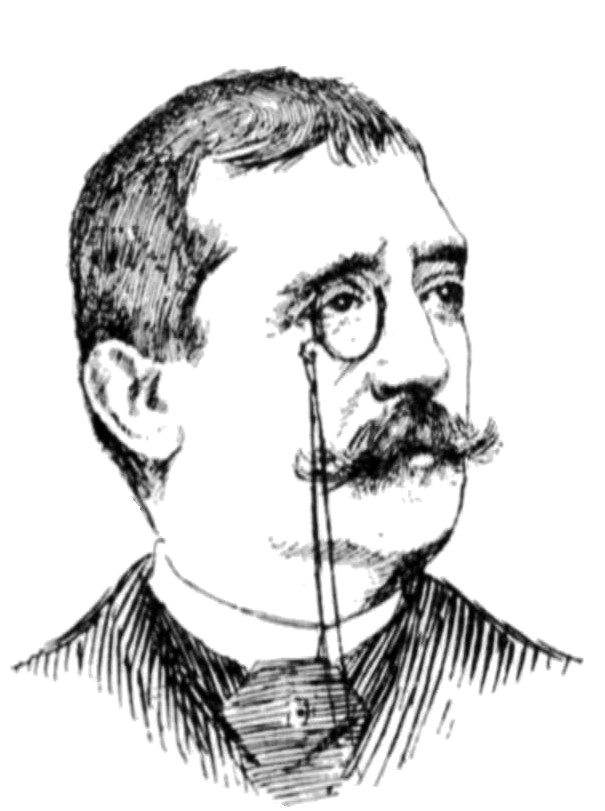
Portrait de Fernand Desmoulin (1888).

Au début de l'année 1879, il est gracié de ses dernières peines non purgées. Ayant ainsi recouvré ses droits civiques, il brigue un mandat de conseiller d'arrondissement en se présentant, en tant que républicain intransigeant, dans le 6e canton de Lyon (22 et 29 juin 1879). Il est cependant battu au second tour par le candidat de l'Union républicaine, Saint-Maurice. En octobre de la même année, il accueille à Lyon le révolutionnaire Auguste Blanqui.
De retour à Paris après avoir quitté le Progrès, il collabore au cours des années 1880 à plusieurs journaux tels que La Réforme (dont il est le rédacteur en chef jusqu'en 1882), L'Opinion (1883), Le Voltaire (sous les pseudonymes de « Tabarin » et du « Huron »), Le Mot d'ordre et L'Écho de Paris.
Passé progressivement d'un radicalisme intransigeant à un républicanisme plus modéré, il est nommé rédacteur en chef de L'Estafette par Jules Ferry, qui fait de ce journal son organe officieux (avril 1889). Resté quelque temps à ce poste après la mort du président du Sénat (17 mars 1893), il échoue ensuite à entrer au Matin et finit par quitter la presse.

### Après le journalisme
Décoré de la Légion d'honneur depuis 1894, Peyrouton est également récompensé pour ses bons et loyaux services par un poste dans l’administration. Il est ainsi nommé trésorier particulier des colonies à Loango en 1896, puis à la Martinique, où il est confronté aux conséquences de l'éruption de la montagne Pelée (1902). Après son retour en métropole, il est nommé receveur des finances dans l'arrondissement d'Étampes.
Devenu entreposeur de la vente directe des tabacs à Versailles, il est nommé à la recette buraliste de Nice-Carabacel en 1917.
Retraité depuis 1918, il meurt à Nice le 16 janvier 1924.